# 332084 Vasyakulbeda
332084 Vasyakulbeda este o planetă minoră (asteroid) din centura de asteroizi. A fost descoperită pe 29 octombrie 2005 la Andrușivka de Andrușivska astronomicina observatoria⁠(d). 
Obiectul prezintă o orbită caracterizată de o semiaxă mare de 2,7299245665335 UAi, o excentricitate de 0,24, o înclinație de 23,5 ° în raport cu ecliptica.